# بنك سرادار
بنك سرادار (Saradar Bank) هو بنك لبناني مرخص من قبل مصرف لبنان، المعروف سابقًا باسم بنك عودة سرادار أثناء الاندماج مع بنك عودة من عام 2004 حتى عام 2016. المعلومات المتوفرة عن بنك سرادار قبل عام 2004 قليلة جدًا، ولكن كان معروفًا أنه تأسس في عام 1948 من قبل رجل الأعمال ماريوس سرادار، وكان مملوكًا بالكامل من عائلة، على الأرجح لإدارة أموال العائلة.

## التاريخ[2]
في 1 فبراير 1948، أنشأ ماريوس سرادار البنك، وكان مملوكًا بالكامل للعائلة، على الأرجح لإدارة أموال العائلة.
في عام 2002، تفاوض البنك اللبناني الفرنسي مع إدارة بنك سرادار لشراء أسهمه. ومع ذلك، نشأت خلافات في ذلك الوقت بين الاثنين حول أسهم سرادار، مما حال دون استكمال العملية. وعزت بعض المصادر فشل عملية الشراء جزئياً إلى رفض عائلة سرادار التنازل عن إدارة البنك الجديد في ذلك الوقت.
في 29 مارس 2004، وقع بنك عودة وبنك سرادار اتفاقية لدمج البنكين في صفقة بلغت قيمتها في ذلك الوقت 159 مليون دولار  ، وبالتالي اختفى بنك سرادار كشركة مستقلة وأصبحت المجموعة الجديدة تعرف باسم بنك عودة سرادار. فتحت هذه الصفقة آمالاً على نقلة نوعية للمصارف اللبنانية بهدف تعزيز حضورها على الساحتين الإقليمية والعالمية واستعادة مكانة لبنان الإقليمية، لا سيما أنها جاءت بين اثنين من أكبر عشرة مصارف لبنانية في ذلك الوقت. وتأتي هذه الخطوة بعد تشجيع حاكم مصرف لبنان رياض سلامة المصارف على الاندماج بهدف «تعزيز مراكزها» من خلال شراء مصارف صغيرة أو دمج مصارف أو رفع معدلات كفاية رأس المال. انتهت عملية الاندماج بين البنكين باستقالة ماريو سرادار (حاليًا رئيس مجلس إدارة بنك سرادار)  في أوائل عام 2014 (أي بعد عشر سنوات) من منصبه كمدير عام للخدمات المصرفية الخاصة في البنك عودة وتخليه عن عضوية مجلس إدارة بنك عودة سرادار. وعزت الأسرة الأسباب إلى حقيقة أن شركة «سرادار القابضة» تمتلك 51٪ من «البنك التجاري للشرق الأدنى» بالإضافة إلى شركات مالية وعقارية. وبالتالي، انتقل ماريو سارادار إلى البنك التجاري للشرق الأدنى لتولي رئاسة مجلس الإدارة. وتجدر الإشارة إلى أن عائلة سرادار امتلكت 5.8٪ من أسهم بنك عودة أواخر عام 2013.
في مايو 2016، ولد بنك سرادار من جديد، بعد خروج ماريو سرادار من بنك عودة، عندما بدأت العائلة الاستثمار في القطاع المصرفي، حيث اشتروا الحصة الأكبر من «بنك الصناعة والعمل» وقرروا دمجه مع بنك «البنك التجاري للشرق الأدنى». توسعت قاعدة المساهمين في بنك سرادار لتشمل كبار المساهمين، بما في ذلك: مجموعة مقتات، مجموعة ميقاتي، كارلوس غصن، مجموعة سرادار، عائلة البستاني، عائلة الخازن، مجموعة شماس ومجموعة «فيديركير» السويسرية.